# Осичкина, Екатерина Сергеевна
Екатерина Сергеевна Осичкина (2 апреля 1986, Ковров) — российская волейболистка, центральная блокирующая, мастер спорта.

## Спортивная биография
Екатерина Осичкина начинала играть в волейбол в шесть лет под руководством тренера Натальи Аркадьевны Жадовой. В 2001 году по окончании девятого класса школы вместе с ещё одной воспитанницей ковровского тренера, Инной Селищевой, получила предложение переехать в Тулу.
В местной «Тулице-Туламаш» началась её профессиональная карьера — сначала в высшей лиге «А», но уже с 2002 года — в Суперлиге.
В августе 2003 года выступала за юниорскую сборную на чемпионате мира в Польше, где команда России заняла 7-е место. В 2006 году была вызвана Джованни Капрарой в национальную сборную России, вошла в заявку на Кубок Бориса Ельцина.
В 2007 году Екатерина Осичкина перенесла операцию, а из-за финансовых проблем «Тулица» отказалась от участия в чемпионате России. Восстанавливать форму после операции волейболистке пришлось в командах высшей лиги «Б» — «Тулице»-2, а с 2008 года — в пензенском «Университете-Визите».
Летом 2009 года проходила предсезонную подготовку в липецком «Индезите», однако очередной чемпионат провела в подмосковной «Надежде» в высшей лиге «А».
В сезоне 2010/11 годов Екатерина Осичкина вернулась в Суперлигу. Выступая в составе челябинского «Автодора-Метара», стала лучшей блокирующей чемпионата России — в 28 матчах она набрала на блоке 123 очка (1,21 в среднем за партию). По окончании сезона вошла в расширенную заявку сборной России на Гран-при. Тем же летом в составе студенческой сборной России завоевала бронзовую медаль на Универсиаде в Шэньчжэне.
В 2011—2013 годах Екатерина Осичкина выступала за краснодарское «Динамо», в составе которого дважды становилась бронзовым призёром Кубка России (2011, 2012), а в марте 2013 года завоевала Кубок вызова.
В 2015 году возобновила карьеру после декретного отпуска, став игроком «Енисея». В сезоне-2016/17 выиграла с командой из Красноярска бронзу чемпионата России.
В 2018 году Екатерина Осичкина вошла в тренерский штаб команды высшей лиги «Б» «Тулица»-2 и возглавила сборную Тульской области (девушки 2002—2003 г. р.), которая заняла 7-е место на первенстве России. С 2019 года работает главным тренером «Тулицы»-2.